# Nemanthias bicolor
Nemanthias bicolor là một loài cá biển thuộc chi Nemanthias trong họ Cá mú. Loài này được mô tả lần đầu tiên vào năm 1979.

## Từ nguyên
Từ định danh bicolor trong tiếng Latinh mang nghĩa là "có hai màu", hàm ý đề cập đến màu vàng cam ở nửa thân trên và màu hồng tím nhạt ở nửa thân dưới.

## Phân loại học
N. bicolor trước đây được xếp vào chi Pseudanthias, nhưng theo kết quả phân tích dữ liệu hình thái và phân tử mới đây vào đầu năm 2022 thì loài này được chuyển sang chi Nemanthias.

## Phạm vi phân bố và môi trường sống
Từ các đảo quốc Mauritius và Réunion, N. bicolor được phân bố trải dài về phía đông, băng qua Maldives và Sri Lanka đến quần đảo Marshall và quần đảo Line, xa hơn ở đông nam đến quần đảo Société (Polynésie thuộc Pháp), ngược lên phía bắc đến quần đảo Ryukyu (Nhật Bản) và quần đảo Hawaii, tuy vậy chưa được biết đến tại Biển Đông và biển Andaman.
N. bicolor sống tập trung gần các ám tiêu trong đầm phá hay rạn viền bờ ở độ sâu khoảng từ 5 đến ít nhất là 104 m.

## Mô tả
Chiều dài cơ thể lớn nhất được ghi nhận ở N. bicolor là 13 cm.
Nửa thân trên màu hồng cam, nửa thân dưới màu hồng tím nhạt (thân trên vàng hơn và thân dưới ánh xanh lam khi quan sát dưới nước sâu). Các vây có viền xanh óng. Ở cá đực, sau mắt có một dải vàng cam kéo dài đến gốc vây ngực. Vây lưng màu vàng với đốm đỏ tươi ở phía trước (không có ở cá cái). Vây đuôi hồng nhạt với các thùy phớt đỏ (tương tự cá cái). Vây bụng và vây hậu môn hồng nhạt. Cá cái tương tự cá đực về kiểu hình nhưng vây bụng trắng hơn, các vây thì hồng nhạt.
Số gai ở vây lưng: 10 (gai thứ 2 và 3 đặc biệt vươn cao ở cá đực, cá cái chỉ vươn cao gai thứ 2); Số tia vây ở vây lưng: 16–18; Số gai ở vây hậu môn: 3; Số tia vây ở vây hậu môn: 7–8; Số gai ở vây bụng: 1; Số tia vây ở vây bụng: 5; Số tia vây ở vây ngực: 19–21; Số vảy đường bên: 57–64.

## Thương mại
N. bicolor được đánh bắt trong ngành thương mại cá cảnh.